# Union générale tunisienne du travail
L'Union générale tunisienne du travail ou UGTT (arabe : الاتحاد العام التونسي للشغل) est la principale centrale syndicale de Tunisie avec 750 000 adhérents en 2012. Elle est parfois nommée Union générale des travailleurs tunisiens.
Fondée le 20 janvier 1946 par Farhat Hached, son siège est à Tunis. Implantée pour l'essentiel dans le secteur public, elle regroupe 24 unions régionales, 19 organisations sectorielles et 21 syndicats de base. Certains lui reprochent toutefois une centralisation du pouvoir, une faible représentation des femmes, du secteur privé et de certaines régions comme le Sahel.
L'UGTT est affiliée à la Confédération internationale des syndicats libres puis, dès novembre 2006, à la Confédération syndicale internationale.
Le syndicat dispose de son propre journal (Echaâb), de son agence de voyages, d'une coopérative active dans le secteur de la pêche et d'une mutuelle ; elle loue également l'hôtel Amilcar à Carthage.
Après la révolution de 2011, l'UGTT perd son monopole, après la création de la Confédération générale tunisienne du travail le 1er février 2011 et l'Organisation tunisienne du travail le 26 août 2013. Elle est l'une des composantes du quartet du dialogue national qui obtient le prix Nobel de la paix 2015 pour son succès dans la mission qui a abouti à la tenue des élections présidentielles et législatives ainsi qu'à la ratification de la nouvelle Constitution en 2014.

## Histoire

### Acteur du mouvement national
Le congrès constitutif de la centrale syndicale a lieu le 20 janvier 1946 au siège de la Khaldounia. 58 congressistes sont présents et répartis ainsi :
- 29 représentant les syndicats du Sud ;
- 18 représentant les syndicats des fonctionnaires ;
- 11 représentant les syndicats du Nord.

Mohamed Fadhel Ben Achour est élu président de l'UGTT et Farhat Hached secrétaire général, accompagnés par Kilani Chérif (secrétaire général adjoint), Béchir Bellagha (trésorier), Abdelwahed Dkhil (archives), Mahmoud Ben Tahar, Sadok Chaibi, Hachemi Belkadhi, Touhami Ben Amor, Abdelaziz Bouraoui, Habib Achour, Salem Cheffi, Nouri Boudali, Mohamed Halouani, Mohd Salah Ennaifar, Abdelmagid Ben Amor et Tahar Chaâbouni (membres).
Le second congrès a lieu du 19 au 21 décembre 1947. Ben Achour n'y assiste pas et le poste de président est supprimé. Le bureau exécutif élu est le suivant :
- Secrétaire général : Farhat Hached ;
- Secrétaires généraux adjoints : Nouri Boudali et Mahmoud Khiari ;
- Trésorier : Béchir Ben Brahim ;
- Trésoriers adjoints : Tahar Ben Saïd et Abderrahman Bellalouna ;
- Secrétaires : Salah Boulakbeche, Abdelwahed Dekhil et Tahar Amira (archives) ;
- Membres : Tahar Borsali, Béchir Bellagha, Mohamed Chelly, Sadok Chaïbi, Amor Riahi, Ahmed Tlili, Habib Achour, Ahmed Amara, Ismaïl Ben Dhrayef, Tahar Khasser, Salem Cheffi et Habib Ben Gouader.

Hached est réélu en 1949 et en 1951. Après son assassinat, c'est Ahmed Ben Salah qui est élu secrétaire général en 1954. La composition de la direction issue du 5 econgrès est la suivante :
- Secrétaire général : Ahmed Ben Salah ;
- Secrétaires généraux adjoints : Ahmed Tlili et Mohamed Kraïem ;
- Trésorier : Abdallah Farhat ;
- Trésoriers adjoints : Amor Riahi et Salem Cheffi ;
- Secrétaires : Mahmoud Ben Ezzedine, Mustapha Filali et Habib Mekki (archives) ;
- Membres : Mahmoud Messadi, Mohamed Erray, Habib Ben Ghozzia, Ezzeddine Abassi, Ahmed Ben Hmida, Ahmed Abdesselem, Habib Tliba, Mahmoud Ghoul, Mohamed Guettat, Mabrouk Ben Ameur, Hassouna Ben Tahar et Mohamed Chelly.

Ben Salah est réélu en 1955 et 1956. Mais, en prévision de sa nomination au gouvernement, il cède son poste à Ahmed Tlili, trois mois après lors du 6e congrès. Par ailleurs, en 1951, une femme, Cherifa Messaadi est élue membre du bureau exécutif, un fait qui ne se renouvelle pas par la suite.

### Rivalité avec Bourguiba
L'UGTT devient, au lendemain de l'indépendance en 1956, une composante importante du Front national réuni autour du parti au pouvoir et adhère totalement à son programme pendant une quinzaine d'années avant de devenir le principal contre-pouvoir au régime de parti unique. L'omnipotence du Parti socialiste destourien et l'absence d'une opposition structurée et dynamique contraignent la centrale syndicale à servir d'espace de contestation. Durant les années 1970, le secrétaire général Habib Achour n'hésite pas à rejeter les décisions du gouvernement au nom de l'intérêt des travailleurs.
Elle ne tarde pas à essuyer les foudres du régime : les crises de 1978 et de 1984-1985 tournent à la confrontation ouverte avec le pouvoir et affaiblissent l'organisation.

### Mise au pas sous Ben Ali
Au congrès de Sousse, en 1989, la centrale finit par se doter d'une direction proche du gouvernement : Ismaïl Sahbani, réélu au secrétariat général en 1994 et 1999 à l'issue de congrès controversés et fort de l'appui du régime, s'aligne systématiquement sur les positions officielles et sur celles du patronat. Accusé de malversations et de mauvaise gestion, il est contraint à la démission en septembre 2000 puis traduit en justice et condamné, en octobre 2001, à treize ans de prison ferme et à de fortes amendes ; il est amnistié en 2003.
C'est dans ces conditions qu'Abdessalem Jerad prend en main les rênes de l'organisation. Contesté par une partie de la classe ouvrière, cet ancien agent de la Société nationale de transport est confirmé à son poste au congrès de Djerba, en février 2002, par 307 voix sur 457. À défaut de légitimer son leadership, il parvient à s'imposer à la tête du bureau exécutif où siègent neuf de ses partisans ainsi que trois élus sur une liste rivale emmenée par Ali Romdhane. Au sortir d'une longue traversée du désert, ce dernier devient le numéro deux de l'organisation. En 2004, le soutien de l'UGTT à la candidature du président Ben Ali pour un quatrième mandat est âprement discuté au sein de la commission administrative ; la majorité finit par accepter une motion de soutien présentée par le bureau exécutif mais certaines structures régionales, plusieurs fédérations (dont celles de l'enseignement supérieur et de la santé) et des syndicats nationaux y sont hostiles.
En juillet 2005, l'organisation refuse toutefois de présenter des candidats à l'élection de la nouvelle Chambre des conseillers et critique l'invitation faite au Premier ministre israélien Ariel Sharon de participer au Sommet mondial sur la société de l'information tenu à Tunis en novembre de la même année ; elle s'élève aussi contre l'interdiction du congrès de la Ligue tunisienne des droits de l'homme. À cela s'ajoutent les grèves, organisées dans l'enseignement, la santé publique et de nombreuses entreprises publiques et privées, et les tensions provoquées par les négociations sociales qui peinent à aboutir dans certains secteurs. En effet, les augmentations de salaires sont calculées sur la base de l'indice des prix officiel. Or, l'augmentation des prix de l'énergie, l'affaiblissement du dinar, l'abandon des mécanismes de compensation et la marchandisation de certains services jadis gratuits, comme l'éducation et la santé, grèvent le budget des ménages selon l'UGTT. Le congrès de décembre 2006 aboutit à la reconduction de Jerad à la tête du syndicat.

### Réveil après la révolution

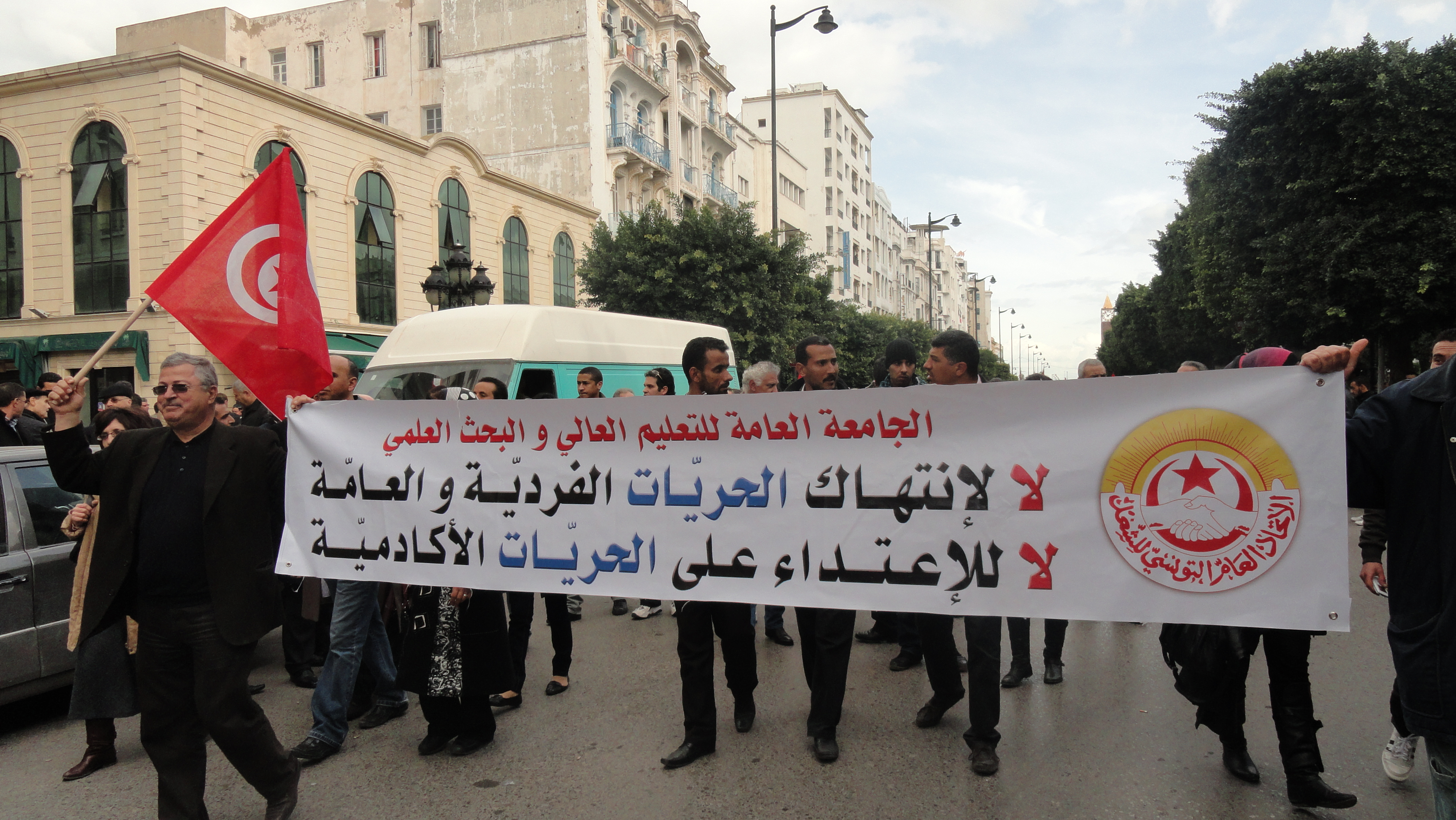
Banderole de l'UGTT lors d'une manifestation le 28 janvier 2012.

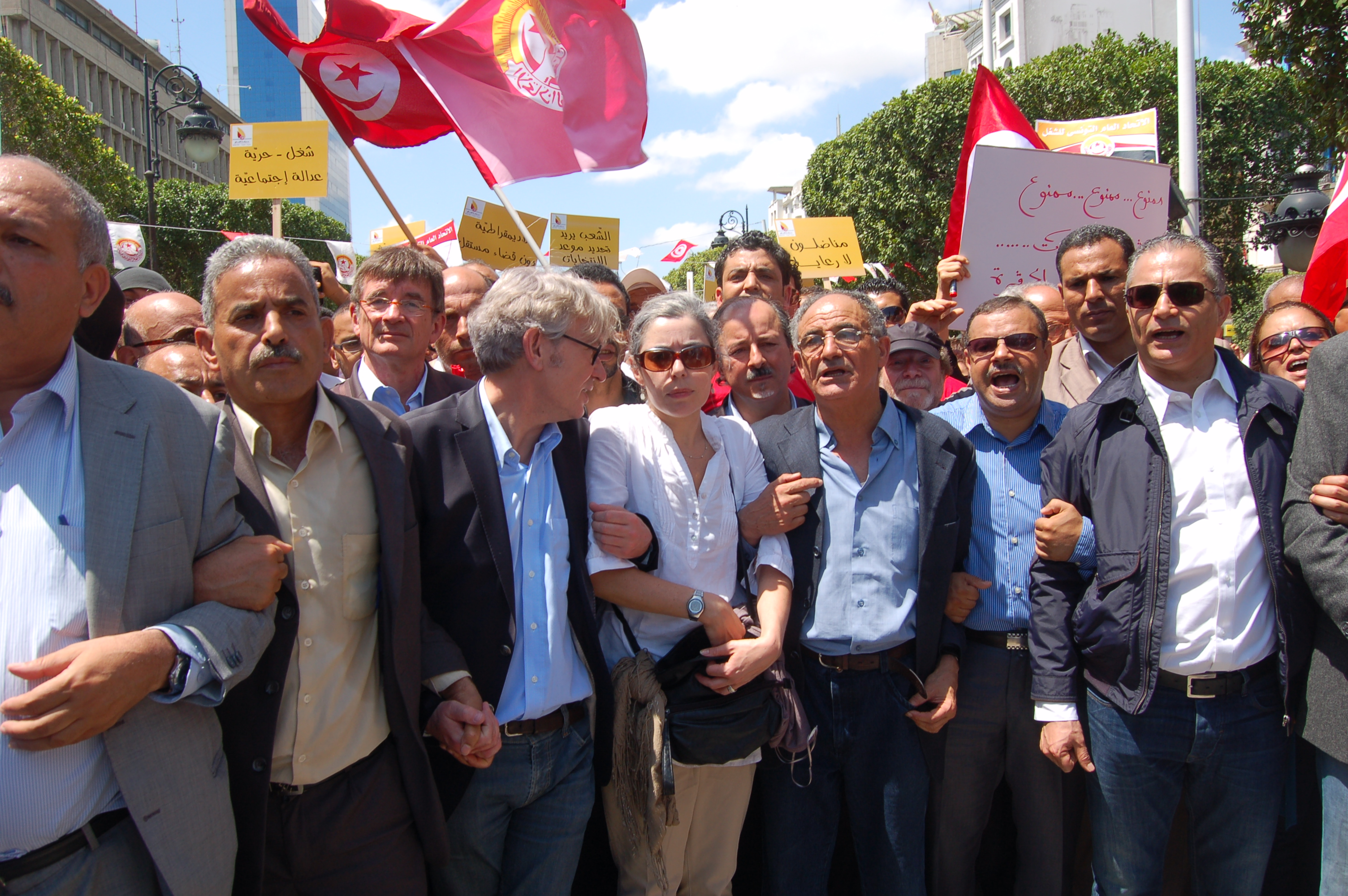
Manifestation du 1 mai 2012.

À la suite de la révolution tunisienne, l'UGTT accepte le 17 janvier 2011 de participer à un « gouvernement d'union nationale » conduit par le Premier ministre sortant Mohamed Ghannouchi. Ainsi, les trois syndicalistes Houssine Dimassi, Abdeljelil Bédoui et Anouar Ben Gueddour sont respectivement nommés ministre de la Formation et de l'Emploi, ministre sans portefeuille et secrétaire d'État auprès du ministre du Transport et de l'Équipement. 24 heures plus tard, ces derniers démissionnent face à la colère de la population refusant la présence de ministres membres du Rassemblement constitutionnel démocratique, aux postes-clés. Poussée par sa base, l'UGTT se montre inflexible et refuse désormais tout compromis avec l'ancien parti présidentiel. Le 1er février 2011, une scission au sein de l'UGTT voit le jour : la Confédération générale tunisienne du travail (CGTT) est créée par Habib Guiza, ancien cadre de l'UGTT. Pour sa part, l'ancien secrétaire général Ismaïl Sahbani annonce le 1er mai la création de l'Union des travailleurs de Tunisie.
À l'occasion du 22e congrès, tenu du 25 au 29 décembre 2011, plus de soixante syndicalistes présentent leurs candidatures pour le bureau exécutif, mais 38 seulement répartis sur trois listes conservent leurs candidatures. C'est la liste dite « consensuelle », élaborée par 17 régions et près de quinze secteurs et fruit de l'alliance entre les syndicalistes fidèles à la ligne de Jerad et ceux du Mouvement des patriotes démocrates partisans d'Abid Briki, qui est élue. Ces derniers, avec l'apport de Hfaiedh Hfaiedh qui s'est porté candidat malgré l'opposition de son parti — le Parti communiste des ouvriers de Tunisie — qui a présenté une candidate, Naïma Hammami, permettent pour la première fois dans l'histoire de l'UGTT à l'extrême gauche d'être majoritaire au sein du bureau exécutif. Jerad laisse le secrétariat général à Houcine Abassi.
En 2012, la composition du bureau exécutif et l'orientation politique de ses membres sont les suivantes :
- Houcine Abassi, indépendant
- Noureddine Taboubi, indépendant
- Kamel Saâd, indépendant (ligne Habib Achour)
- Abdelkrim Jerad, indépendant (ligne Abdessalem Jerad)
- Mouldi Jendoubi, indépendant (proche du Mouvement des patriotes démocrates)
- Kacem Aifia, courant patriote démocrate (ligne du Parti du travail patriotique et démocratique)
- Belgacem Ayari, courant patriote démocrate (ligne du Parti du travail patriotique et démocratique)
- Mohamed Msellemi, courant patriote démocrate (ligne du Parti du travail patriotique et démocratique)
- Sami Tahri, courant patriote démocrate (ligne du Mouvement des patriotes démocrates)
- Hfaïedh Hfaïedh, Parti communiste des ouvriers de Tunisie puis Mouvement des patriotes démocrates
- Bouali Mbarki, Mouvement du peuple
- Samir Cheffi, Mouvement du peuple
- Anouar Ben Kaddour, Pôle démocratique moderniste

Le 4 décembre 2012, à la veille de l'anniversaire de la mort de Farhat Hached, des syndicalistes de l'UGTT sont violentés par des manifestants appartenant à la Ligue de protection de la révolution proche du pouvoir ; plus de vingt blessés sont dénombrés parmi lesquels deux membres du bureau exécutif, Hfaïedh Hfaïedh et Samir Cheffi, d'autres syndicalistes ayant des contusions diverses ou des blessures ouvertes, notamment à la tête. L'UGTT annonce alors le boycott des émissions télévisées dans lesquelles participent des membres d'Ennahdha jusqu'à ce qu'ils avouent leur responsabilité. Elle décide également de recourir à la grève générale pour le 13 décembre mais, à la suite de la médiation de plusieurs personnalités à l'instar d'Ahmed Ben Salah ou Mustapha Ben Jaafar, des négociations ont lieu entre des membres du gouvernement et des représentants du syndicat : ils parviennent à un accord soumis à la commission administrative de l'UGTT qui, après de longues tractations, entérine l'annulation de la grève malgré l'opposition de plusieurs membres et la pression exercée par des syndicalistes de base et politiciens opposés au gouvernement en dehors de la salle de réunion. L'accord porte notamment sur la constitution d'une commission mixte pour enquêter sur les événements du 4 décembre.
En 2017, le syndicat compte près de 500 000 adhérents.
En juillet 2018, la direction de l'Union générale tunisienne du travail et le gouvernement signent un accord portant sur la régularisation de la situation de plusieurs situations d'emplois précaires.
En juillet 2019, le comité administratif national de l'union informe qu'elle ne présentera pas de candidat à l'élection présidentielle ni de listes aux élections législatives.

## Direction

### Président
- 1946-1947 : Mohamed Fadhel Ben Achour
- 1981-1984 : Habib Achour

### Secrétaires généraux

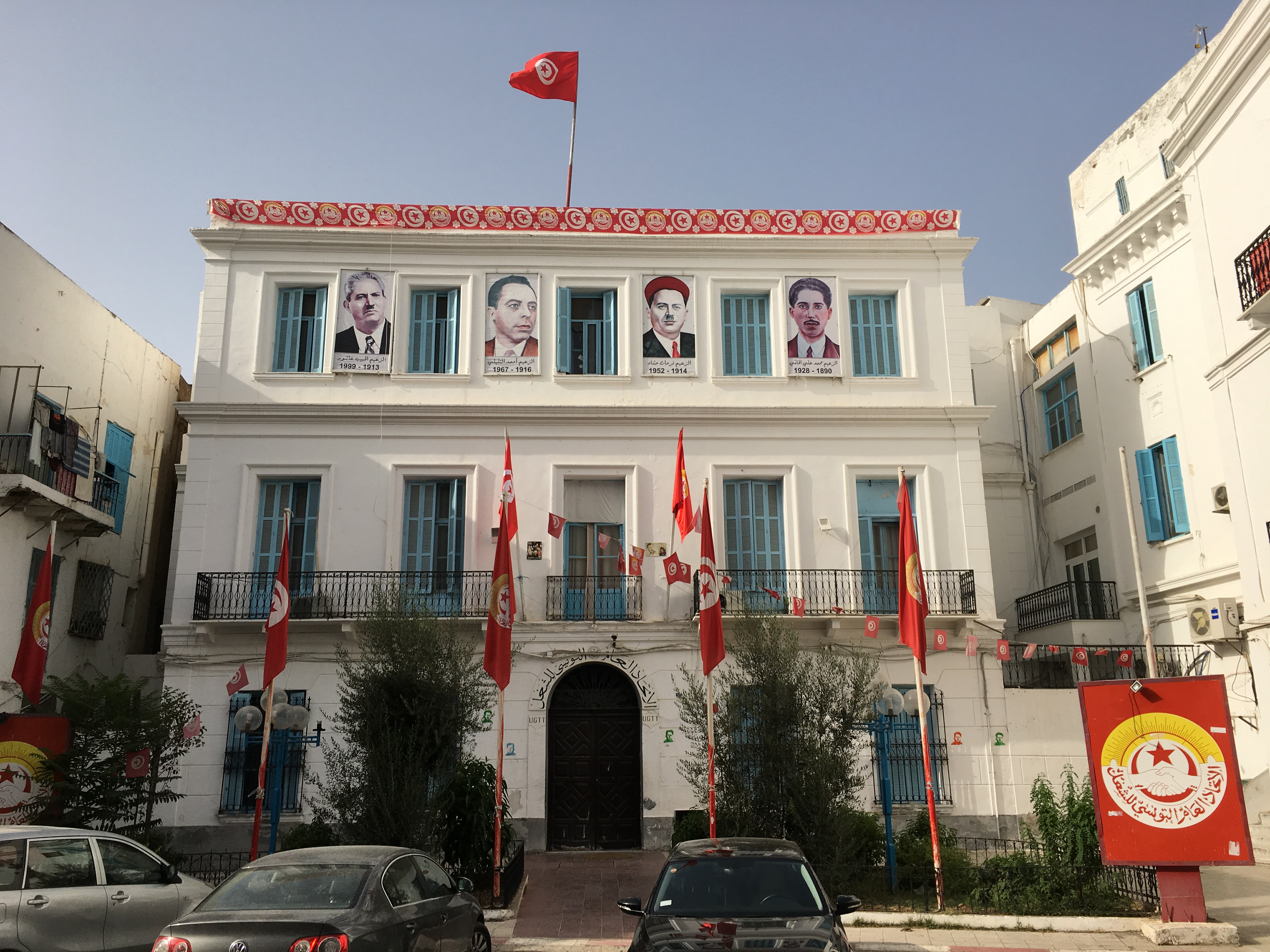
Siège de l'UGTT à Tunis.

- 1946-1952 : Farhat Hached
- 1952 : Nouri Boudali[19]
- 1952-1954 : Mohamed Kraïem[19]
- 1954-1956 : Ahmed Ben Salah
- 1956-1963 : Ahmed Tlili
- 1963-1965 : Habib Achour
- 1965-1970 : Béchir Bellagha
- 1970-1978 : Habib Achour
- 1978-1981 : Tijani Abid[20]
- 1981-1984 : Taïeb Baccouche[21]
- 1984-1989 : Habib Achour
- 1989-2000 : Ismaïl Sahbani
- 2000-2011 : Abdessalem Jerad
- 2011-2017 : Houcine Abassi
- depuis 2017 : Noureddine Taboubi[22]

## Parlementaires de l'UGTT
La centrale syndicale a toujours été représentée au Parlement tunisien, dans le cadre des listes du parti au pouvoir : d'abord dans le cadre du Front national puis au sein des listes du Parti socialiste destourien, au cours des années du règne du président Habib Bourguiba, puis au sein des listes du Rassemblement constitutionnel démocratique sous Zine el-Abidine Ben Ali, sachant que l'UGTT laisse alors la liberté à ses membres de se présenter sur les listes de leur choix. Pour les élections de l'assemblée constituante en 2011, certains syndicalistes présentent des listes indépendantes : Moncef Yaâcoubi, Hassen Dimassi, Ridha Bouzriba, Abdennour Maddahi, Mohamed Tahar Chaïeb, Mongia Zbidi, Youssef Salhi et Béchir Laâbidi ; d'autres sont têtes de listes de partis ou coalitions (comme Hfaïedh Hfaïedh), mais aucun d'entre eux n'est élu.

### Assemblée constituante de 1956
| Circonscription                       | Député               |
| ------------------------------------- | -------------------- |
| Tunis                                 | Amor Riahi           |
| Medjerda-Zaghouan                     | Sliman Zouari        |
| Banlieues de Tunis                    | Mahmoud Ben Ezzedine |
| Souk Arbâa-Aïn Draham                 | Salah Galâaoui       |
| Kef-Teboursouk                        | Ezzeddine Abassi     |
| Kef-Teboursouk                        | Ahmed Amara          |
| Bizerte-Mateur                        | Habib Tliba          |
| Bizerte-Mateur                        | Ahmed Ben Hmida      |
| Nabeul-Soliman                        | Béchir Bellagha      |
| Kairouan                              | Mustapha Filali      |
| Sousse                                | Abdallah Farhat      |
| Sfax                                  | Habib Achour         |
| Sfax                                  | Mahmoud El Ghoul     |
| Gafsa-Sidi Bouzid-Tozeur              | Ahmed Tlili          |
| Gafsa-Sidi Bouzid-Tozeur              | Lamine Chebbi        |
| Gafsa-Sidi Bouzid-Tozeur              | Hassouna Ben Tahar   |
| Ouerghemma-Tataouine-Matmata-Nefzaoua | Ahmed Ben Salah      |
| Ouerghemma-Tataouine-Matmata-Nefzaoua | Mahmoud Khiari       |
| Ouerghemma-Tataouine-Matmata-Nefzaoua | Mohamed Erray        |
| Total                                 | 19                   |

### Irelégislature (1959)
| Circonscription | Député                 |
| --------------- | ---------------------- |
| Tunis           | Mohamed Ben Abdelkader |
| Banlieue Nord   | Ali Hfayedh            |
| Banlieue Sud    | Amor Riahi             |
| Béja            | Habib Achour           |
| Souk Arbâa      | Youssef Hamdi          |
| Le Kef          | Nouri Boudali          |
| Bizerte-Mateur  | Habib Tliba            |
| Bizerte-Mateur  | Ahmed Ben Hmida        |
| Kairouan        | Amor Jemmali           |
| Kasserine       | Rachid Jebbari         |
| Sfax            | Rabah Mahfoudh         |
| Sfax            | Abdelaziz Bouraoui     |
| Gafsa           | Ahmed Tlili            |
| Gafsa           | Gleyï Rachdi           |
| Gafsa           | Hassouna Ben Tahar     |
| Total           | 15                     |

### IIelégislature (1964)
| Circonscription | Député             |
| --------------- | ------------------ |
| Banlieue Sud    | Mohamed Erray      |
| Béja            | Habib Achour       |
| Le Kef          | Nouri Boudali      |
| Bizerte-Mateur  | Habib Tliba        |
| Kairouan        | Amor Jemmali       |
| Sfax            | Rabah Mahfoudh     |
| Sfax            | Abdelaziz Bouraoui |
| Gafsa           | Ahmed Tlili        |
| Gafsa           | Hassouna Ben Tahar |
| Total           | 9                  |

### IIIelégislature (1969)
| Circonscription | Député             |
| --------------- | ------------------ |
| Tunis 1         | Béchir Bellagha    |
| Tunis 3         | Boubaker Azaiez    |
| Le Kef          | Nouri Boudali      |
| Bizerte-Mateur  | Habib Tliba        |
| Kairouan        | Amor Jemmali       |
| Monastir        | Mustapha Makhlouf  |
| Sfax            | Habib Achour       |
| Sfax            | Abdelaziz Bouraoui |
| Sfax            | Taieb Zalila       |
| Gafsa           | Béchir Ben Sliman  |
| Total           | 10                 |

### IVelégislature (1974)
| Circonscription | Député                |
| --------------- | --------------------- |
| Tunis 2         | Ismaïl Lejri          |
| Tunis 3         | Abderrahman Khabthani |
| Tunis 3         | Habib Chaouche        |
| Tunis 4         | Ameur Ben Aicha       |
| Béja            | Khaireddine Salhi     |
| Jendouba        | Mustapha Belaïd       |
| Le Kef          | Tijani Abid           |
| Bizerte-Mateur  | Khelifa Abid          |
| Kairouan        | Mohamed Ben Hamouda   |
| Sousse          | Mustapha Makhlouf     |
| Sousse          | Mohamed Oueslati      |
| Sfax            | Habib Achour          |
| Sfax            | Abdelaziz Bouraoui    |
| Sfax            | Hassen Hammoudia      |
| Gafsa           | Mohamed Ben Amor      |
| Total           | 15                    |

### Velégislature (1979)
| Circonscription | Député                |
| --------------- | --------------------- |
| Tunis 1         | Boubaker Azaiez       |
| Tunis 1         | Abderrahman Khabthani |
| Tunis 2         | Habib Chaouche        |
| Le Kef          | Gazouni Souissi       |
| Sousse          | Salah Frigui          |
| Kasserine       | Tijani Abid           |
| Kasserine       | Mohamed Ali Sehili    |
| Total           | 7                     |

### VIelégislature (1981)
| Circonscription | Député               |
| --------------- | -------------------- |
| Tunis 1         | Néji Chaâri          |
| Tunis 2         | Lotfi Labbene        |
| Tunis 3         | Sadok Allouche       |
| Tunis 3         | Béchir Mabrouk       |
| Tunis 3         | Abdelaziz Zouari     |
| Béja            | Khaireddine Salhi    |
| Béja            | Slaheddine Zouabi    |
| Jendouba        | Mustapha Gharbi      |
| Le Kef          | Gazouni Souissi      |
| Siliana         | Salah Labidi         |
| Bizerte         | Mohsen Dridi         |
| Nabeul          | Mouldi Chouikha      |
| Kairouan        | Hédi Bouraoui        |
| Sousse          | Salah Lahmar         |
| Monastir        | Fadhel Baccouche     |
| Kasserine       | Mohamed Kefi El Amri |
| Sfax 1          | Mohamed Salem Kraiem |
| Sfax 2          | Sadok Besbes         |
| Sfax 2          | Abderrazak Ghorbal   |
| Gafsa           | Abdelhamid Belaïd    |
| Gafsa           | Belgacem Lahmadi     |
| Tozeur          | Salem Abdelmajid     |
| Sidi Bouzid     | Mohamed Bouzid       |
| Gabès           | Hassen Hammoudia     |
| Médenine        | Messaoud Dhiab       |
| Médenine        | Saïd Haddad          |
| Total           | 26                   |

### VIIelégislature (1986)
| Circonscription | Député               |
| --------------- | -------------------- |
| Tunis           | Abdessatar Chennaoui |
| Tunis           | Ali Lachâal          |
| Ben Arous       | Hassen Hammoudia     |
| Béja            | Khaireddine Salhi    |
| Jendouba        | Mustapha Belaïd      |
| Jendouba        | Mustapha Gharbi      |
| Sfax            | Abdelaziz Bouraoui   |
| Gafsa           | Abdelhamid Belaïd    |
| Gafsa           | Ismaïl Lejri         |
| Total           | 9                    |

### VIIIelégislature (1989)
L'UGTT s'abstient de présenter officiellement des candidats mais certains de ses membres se présentent au sein de différentes listes dont trois sur les listes du Rassemblement constitutionnel démocratique (RCD).
| Circonscription | Député                  |
| --------------- | ----------------------- |
| Bizerte         | Mohsen Dridi            |
| Kairouan        | Mohamed Sghaier Saïdane |
| Gafsa           | Amara Abassi            |
| Total           | 3                       |

### IXelégislature (1994)
L'UGTT adopte la même attitude de neutralité, les mêmes députés ainsi qu'un quatrième se présentant sur les listes du RCD.
| Circonscription | Député                  |
| --------------- | ----------------------- |
| Bizerte         | Mohsen Dridi            |
| Le Kef          | Mohamed Melki Ouertani  |
| Kairouan        | Mohamed Sghaier Saïdane |
| Gafsa           | Amara Abassi            |
| Total           | 4                       |

### Xelégislature (1999)
Le groupe de quatre députés se renforce par un cinquième syndicaliste, toujours présents sur les listes du RCD.
| Circonscription | Député                  |
| --------------- | ----------------------- |
| Ben Arous       | Habib Attigue           |
| Bizerte         | Mohsen Dridi            |
| Le Kef          | Mohamed Melki Ouertani  |
| Kairouan        | Mohamed Sghaier Saïdane |
| Gafsa           | Amara Abassi            |
| Total           | 5                       |

### XIelégislature (2004)
En 2004, seuls deux syndicalistes sont retenus sur les listes du RCD, dont Amara Abassi, qui a alors une influence importante sur les syndicats miniers et qui en est à son quatrième mandat.
| Circonscription | Député          |
| --------------- | --------------- |
| La Manouba      | Mustapha Medini |
| Gafsa           | Amara Abassi    |
| Total           | 2               |

### XIIelégislature (2009)
| Circonscription | Député          |
| --------------- | --------------- |
| La Manouba      | Mustapha Medini |
| Sidi Bouzid     | Touhami Heni    |
| Total           | 2               |

## Critiques
En août 2018, Yassine Essid évoquent des dirigeants de partis politiques pointant du doigt « la mafia des syndicalistes et des parrains de l'UGTT » sans toutefois les identifier.
En novembre de la même année, le juriste Chedly Mamoghli dénonce l'hypocrisie de l'UGTT qui se lamente sur la situation économique du pays tout en étant, selon lui, en grande partie à l'origine de celle-ci.